# Fanny Appes Ekanga
Fanny Laure Appes Ekanga (* 9. Juni 1989 in Esseng) ist eine kamerunische Sprinterin.

## Sportliche Laufbahn
Erste internationale Erfahrungen sammelte Fanny Appes Ekanga bei den Commonwealth Games 2010 in Neu-Delhi, bei denen sie im 100-Meter-Lauf mit 12,03 s in der Vorrunde ausschied. Anschließend schied sie bei den Afrikameisterschaften in Nairobi mit 12,15 s im Halbfinale aus und gewann mit der kamerunischen 4-mal-100-Meter-Staffel in 44,90 s die Silbermedaille hinter Nigeria. Im Jahr darauf schied sie bei der Sommer-Universiade in Shenzhen über 100 und 200 Meter jeweils im Viertelfinale aus. Bei den Afrikaspielen in Maputo wurde sie in 11,75 s Achte und trat im Halbfinale des 200-Meter-Laufs nicht mehr an. 2012 gelangte sie bei den Afrikameisterschaften in Porto-Novo in beiden Einzelbewerben bis in das Halbfinale und konnte ihr Rennen mit der Staffel nicht beenden. 2013 nahm sie erneut an den Studentenweltspielen in Kasan teil und schied dort mit 12,23 s im Halbfinale aus. Anschließend wurde sie bei den Spielen der Frankophonie mit 12,03 s Sechste über 100 Meter und in 47,23 s Siebte mit der kamerunischen Stafette.
Vier Jahre später gewann sie die Silbermedaille mit der Staffel in 45,23 bei den Spielen der Frankophonie in Abidjan und belegte Platz sieben über 100 Meter in 11,88 s. 2018 nahm sie erneut an den Commonwealth Games im australischen Gold Coast teil, bei denen sie mit 12,15 s in der ersten Runde ausschied. Zudem erreichte sie mit der kamerunischen 4-mal-100-Meter-Staffel in 45,24 s den sechsten Rang. Im Jahr nahm sie über 200 Meter an den Afrikaspielen in Rabat teil und schied dort mit 24,39 s im Vorlauf aus.

## Persönliche Bestzeiten
- 100 Meter: 11,39 s (−1,1 m/s), 21. Juli 2014 in Gent
- 200 Meter: 23,73 s (+1,3 m/s), 26. Juli 2014 in Brüssel